# Sandau (Elbe)
Sandau (Elbe) è una città tedesca situata nel land della Sassonia-Anhalt.
Appartiene al circondario (Landkreis) di Stendal (targa SDL) ed è parte della comunità amministrativa (Verbandsgemeinde) di Elbe-Havel-Land.